# Baciccia
Baciccia, egentligen Giovanni Battista Gaulli, född 8 maj 1639 i Genua, Italien, död 2 april 1709 i Rom, var en italiensk målare under barocken.
Baciccia var en av den italienska barockens främsta porträtt- och dekorationsmålare. Hans stil hade influerats av Rubens och van Dyck. Han var Berninis vän och verksam i Rom, där han skapade interiörer som var illusionistiska mästerverk, i synnerhet Kristusnamnets triumf i långhusets tak i Jesuitordens moderkyrka Il Gesù (1672–1685).

## Biografi
Baciccia föddes Genua år 1639, där hans föräldrar dog i pesten 1657. Han var inledningsvis lärling till Luciano Borzone. Under mitten av 1600-talet var Genua ett kosmopolitiskt konstnärligt centrum öppet för både kommersiella och konstnärliga företag från nordeuropeiska länder, även länder med icke-katolska befolkningar som England och holländska provinser. Målare som Peter Paul Rubens och Anthony van Dyck stannade i Genua i några år. Baciccias tidigaste influenser kom sannolikt från en eklektisk blandning av dessa utländska målare och andra lokala konstnärer, inklusive Valerio Castello, Giovanni Benedetto Castiglione och Bernardo Strozzi, vars stilar Gaulli efterliknade. Under 1660-talet experimenterade han med bolognesisk klassicism, en svalare palett och linjär stil.

## Galleri

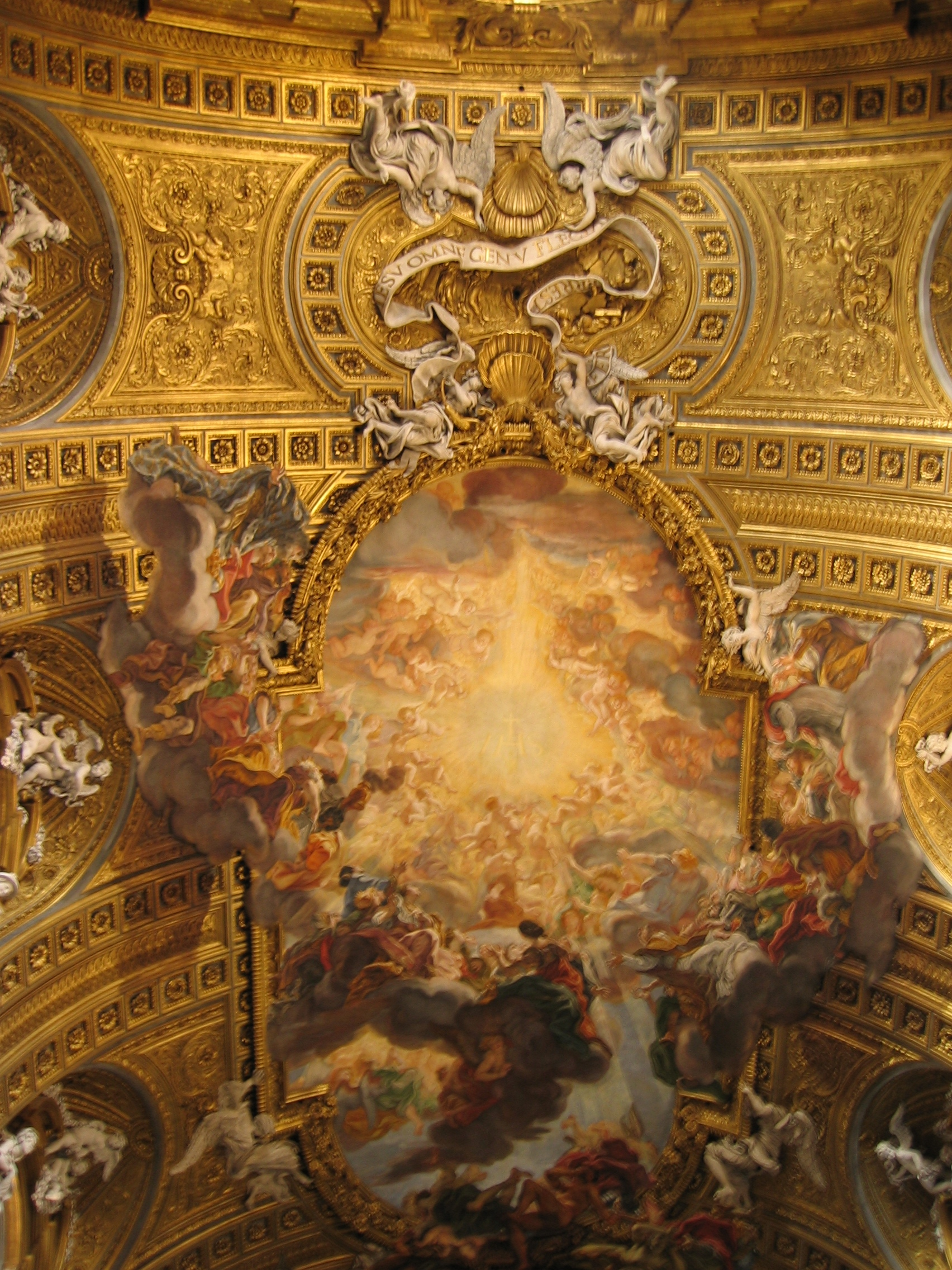
Kristusnamnets triumf, takfresk i Il Gesù (1672–1685).
Saliga Ludovica Albertoni delar ut allmosor (1670).
Bacchus och Ariadne (cirka 1675).
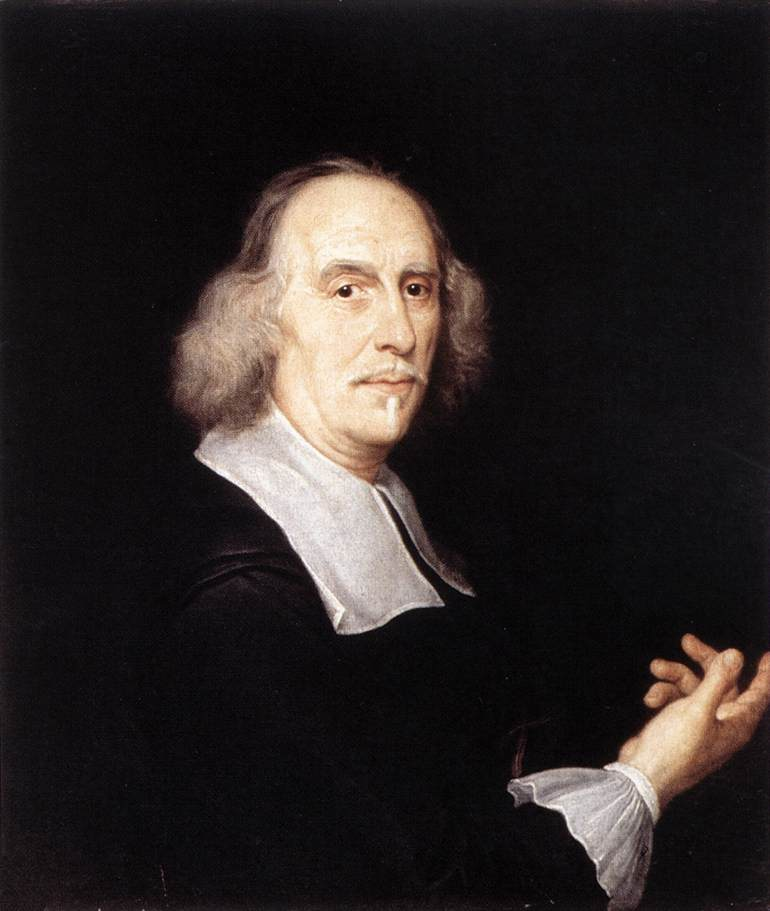
Porträtt av Gian Lorenzo Bernini (1665).
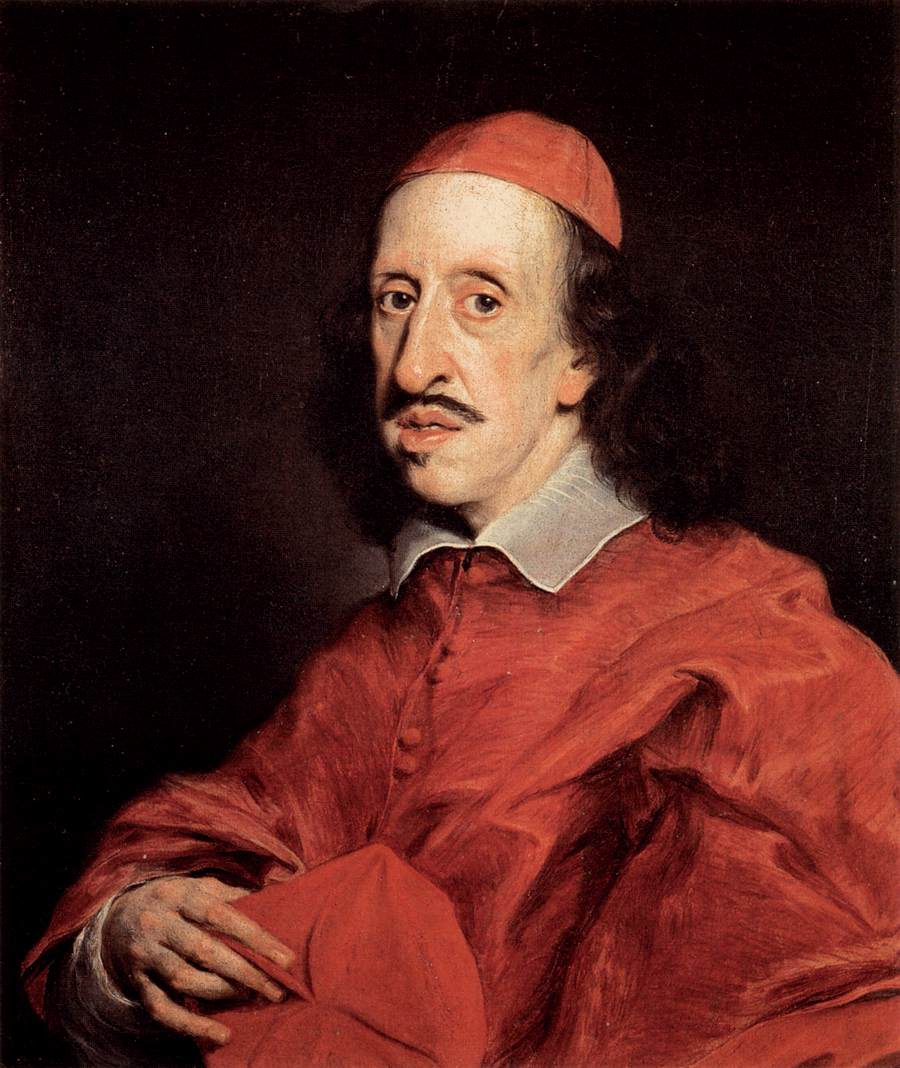
Kardinal Leopoldo de' Medici (1667).
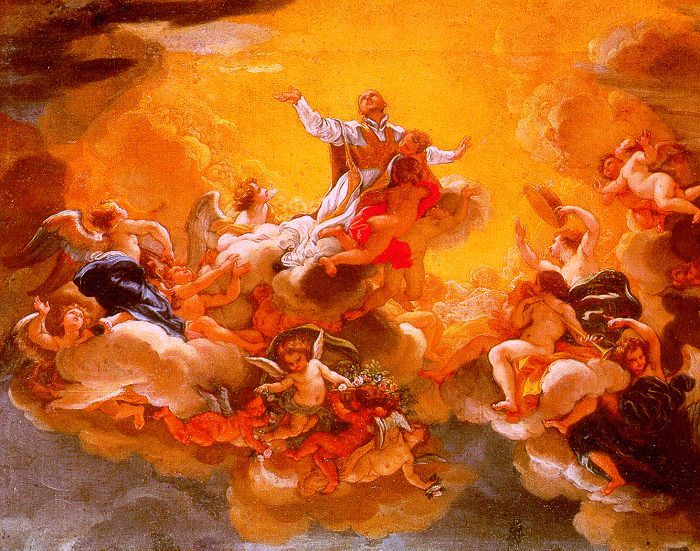
Den helige Ignatius förhärligande (1685).
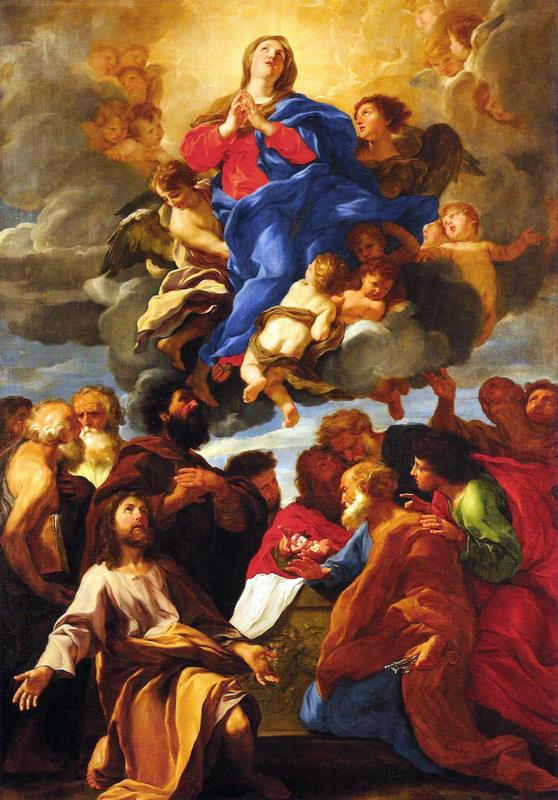
Jungfru Marie himmelsfärd.
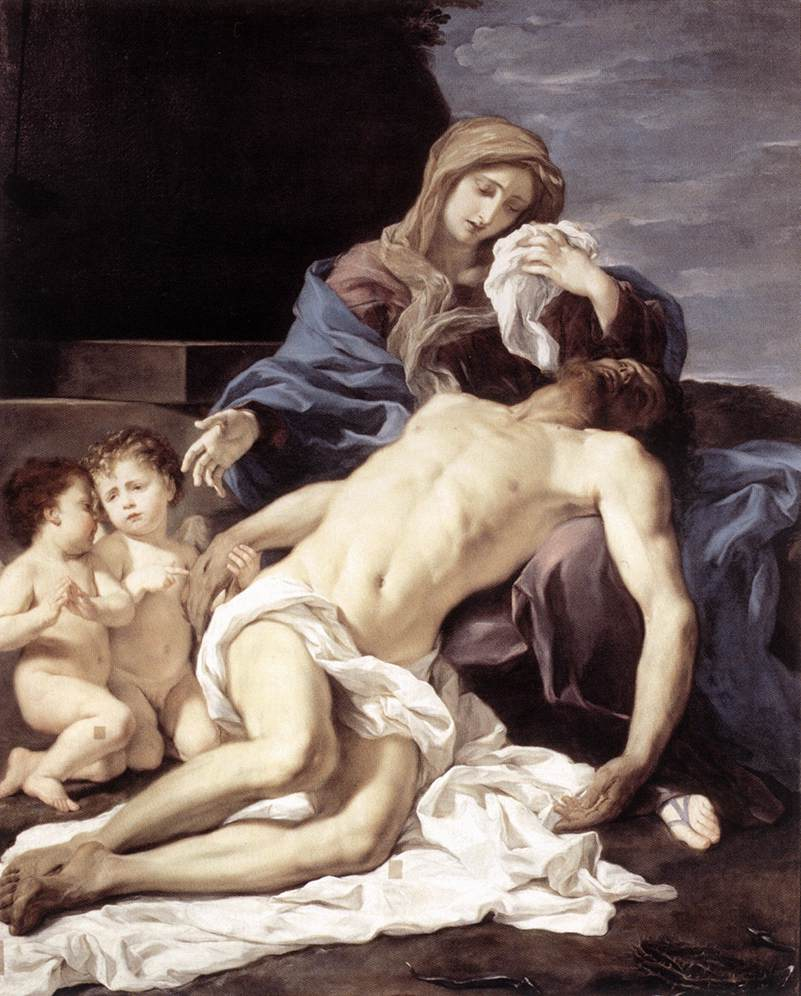
Pietà (1667).